# 國王 (2019年電影)
是一部2019年澳大利亞和美國合拍的歷史劇情片，由大衛·米奇歐執導並與喬爾·埃哲頓共同編劇，該片改編自威廉·莎士比亞的「亨利史詩」的數部戲劇。其主演包括提摩西·夏勒梅、埃哲頓、莉莉-蘿絲·戴普、西恩·哈里斯、羅伯·派汀森及班·曼德森。該片的主角是15世紀英格蘭的新任國王哈爾，面臨當下的混亂政局，他必須從中脫穎而出。
《國王》2019年9月2日在第76屆威尼斯影展上舉行全球首映，2019年10月11日在美國有限上映，2019年11月1日在Netflix上發行。

## 劇情
在15世紀的英格蘭，哈爾是一位任性的英格蘭王子（威爾斯親王），他在弟弟戰死與父親（亨利四世）去世後登上了王位，這也代表著他必須在戰爭和宮廷內部的鬥爭中解套，使自己得以成長茁壯。

## 演員
- 提摩西·夏勒梅飾演亨利五世
- 喬爾·埃哲頓飾演法斯特爾夫
- 羅伯·派汀森飾演法國皇太子（英语：Louis, Duke of Guyenne）
- 班·曼德森飾演亨利四世國王
- 莉莉-蘿絲·戴普飾演凱瑟琳
- 西恩·哈里斯飾演威廉·加斯科因（英语：William Gascoigne）
- 湯姆·格林-卡尼飾演亨利·「霍斯布爾」·波西（英语：Henry Percy (Hotspur)）
- 湯瑪遜·麥肯錫飾演丹麥王后菲利帕
- 迪恩-查爾斯·查普曼飾演湯瑪士（英语：Thomas of Lancaster, 1st Duke of Clarence）

## 製作
2013年，據透露，喬爾·埃哲頓與大衛·米奇歐合作為華納兄弟公司編寫了莎士比亞戲劇《亨利四世·上與下》和《亨利五世》的改編作品。2015年9月，米奇歐宣布將執導該項目，由華納兄弟公司製作和發行，Lava Bear也將參與製作。
2018年2月，提摩西·夏勒梅將擔任主演，B計畫娛樂的布萊德·彼特、蒂蒂·嘉納、傑瑞米·克萊納與麗茲·華茲則會擔任監製。Netflix將代替華納兄弟發行該片。2018年3月，埃哲頓確認加入演出陣容。2018年5月，其他演員陸續簽約出演，包括羅伯·派汀森、班·曼德森、西恩·哈里斯、莉莉-蘿絲·戴普、湯姆·葛林-卡尼和湯瑪辛·麥肯齊，而迪恩-查爾斯·查普曼則於6月份時加入。
主要拍攝於2018年6月1日起進行，並於同年8月24日結束。攝製作業涵蓋了整個英格蘭和匈牙利的锡尔瓦什瓦劳德。

## 發行
《國王》2019年9月2日在第76屆威尼斯影展上舉行全球首映；2019年10月3日在倫敦影展上放映。該片2019年10月11日在美國有限上映，2019年11月1日在Netflix上發行。

## 外部連結
- 在Netflix上觀看《國王》
- 互联网电影数据库（IMDb）上《國王》的资料（英文）